# Naissance en 985
Naissance
- 981
- 982
- 983
- 984
- 985
- 986
- 987
- 988
- 989

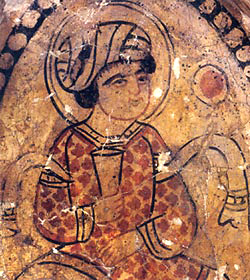
Al-Hakim bi-Amr Allah né en 985.

Cette page dresse une liste de personnalités nées au cours de l'année 985  :
- Al-Hakim bi-Amr Allah, sixième calife fatimide.
- Raoul Glaber, moine chroniqueur.

date incertaine (vers 985)
- Boniface III de Toscane,  marquis de Canossa et de Toscane.
- Hugues IV de Lusignan, seigneur de Lusignan

## Crédit d'auteurs
- Cet article est partiellement ou en totalité issu de l'article intitulé « 985 » (voir la liste des auteurs).